# Seznam osobností vyznamenaných 28. října 2008
Seznam osobností, které prezident České republiky Václav Klaus vyznamenal státními vyznamenáními dne 28. října 2008.

## Řád Bílého lva

### I. třída
- plk. v. v. Jiří Zenáhlík

## Řád Tomáše Garrigua Masaryka

### II. třída
- Jakub Blacký
- Ing. Bohuslav Bubník
- Mons. Jan Graubner
- Ing. Josef Lesák

### III. třída
- Jaroslav Grosman
- František Wiendl

## Medaile Za hrdinství
- prap. Petr Králík
- npor. Ing. Tomáš Krampla
- prap. Zdeněk Lhota

## Medaile Za zásluhy

### I. stupeň
- Prof. PhDr. Ludvík Armbruster
- Adolf Branald (in memoriam)
- Karel Havelka
- Antonín Panenka

### II. stupeň
- Gabriela Beňačková
- Pavel Brázda
- Prof. MUDr. Ivo Hána, CSc.
- Prof. RNDr. Oldřich Jirsák, CSc.
- Doc. PhDr. Karel Kaplan, CSc.
- Marta Kottová
- Prof. RNDr. Václav Pačes, DrSc.
- Prof. PhDr. Josef Petráň, CSc.
- Prof. Břetislav Pojar
- akademický malíř Jaroslav Šerých

### III. stupeň
- Jindřiška Pavlicová
- Ing. Jan Petrof
- Ing. Josef Podzimek
- Prof. Ing. akademická architektka Alena Šrámková